# Microsoft Ignite
O Microsoft Ignite é uma conferência anual para desenvolvedores, profissionais de tecnologia da informação, e parceiros, organizada pela Microsoft. A conferência teve suas raízes em 1993, em Orlando, Flórida, Estados Unidos, sob o nome de TechEd. O evento de 2014 em Barcelona, na Espanha, marcou a transição do nome TechEd para o atual.
A duração da conferência varia entre três e cinco dias, proporcionando uma rica mistura de apresentações, sessões de quadro branco e laboratórios práticos. A conferência serve como uma plataforma para os participantes se conectarem com especialistas da Microsoft, MVPs e membros da comunidade. Além disso, a rede é fortalecida por meio de festas, áreas comunitárias e sessões "Pergunte ao Especialista". O evento também abriga uma área de exposição onde os fornecedores têm a oportunidade de exibir suas tecnologias e comercializar seus produtos.
A edição mais recente do Microsoft Ignite ocorreu de 15 a 16 de novembro de 2023 via internet e de 14 a 17 de novembro de 2023 em Seattle. Durante o evento, os participantes tiveram a oportunidade de explorar as últimas inovações tecnológicas, resolver desafios com a ajuda de especialistas e estabelecer conexões globais.

## América Latina
O TechEd Latino-Americano sempre foi realizado em São Paulo, Brasil. No entanto, também houve uma edição no México em 2001.